# Umber
Umber je prirodni smeđi (braon) ili crvenkasto-smeđi zemljani pigment koji sadrži gvožđe oksid i mangan oksid. Tamniji je od drugih sličnih zemnih pigmenata, okera i sijene.